# 항공안전기술원
항공안전기술원(航空安全技術院, Korea Institute of Aviation Safety Technology, KIAST)은 민간항공기ㆍ공항ㆍ항행시설 등에 대한 안전성ㆍ성능 등을 시험하고 인증하는 업무와 항공안전에 영향을 주는 결함 분석 및 첨단 항공기술의 개발과 표준화 등의 연구개발 업무를 수행하여 항공안전기술산업 발전을 선도하는 데 기여하기 위하여 설립된 대한민국 국토교통부 산하 공공기관이다. 인천광역시 서구 (로봇랜드로 155-11) 청라국제도시 로봇랜드 내에 있다.

## 설립 근거
- 항공안전기술원법[3]

## 주요 업무
- 감항성개선지시 등의 명령을 위한 항공기 구조상 결함분석 및 개선방안 연구 및 지원
- 항공법에 따른 증명, 승인, 인증 등의 기술연구 및 지원
- 항공기 등에 대한 국가공인 비행시험과 국가공인 비행시험 시설의 운영 및 관리
- 항공사고 예방기술 개발 및 항공안전 국제표준화 기술연구
- 국가, 지방자치단체 또는 「공공기관의 운영에 관한 법률」에 따른 공공기관 등으로부터 위탁받은 사업
- 그 밖에 항공안전과 관련한 대통령령으로 정하는 사업으로서 국토교통부 장관이 필요하다고 인정하는 사업

## 연혁
- 2013년 1월 10일 「민법」제32조에 따라 재단법인 항공안전기술센터 설립 허가
- 2013년 3월 1일 이경태 초대 대표 취임
- 2013년 4월 19일 항공안전기술센터 공식 출범
- 2014년 1월 24일 「공공기관의 운영에 관한 법률」제6조에 따라 공공기관(기타공공기관) 지정
- 2014년 5월 21일 「항공안전기술원법」공포
- 2014년 7월 14일 항행안전시설 성능적합증명 검사기관 지정 검사기관 지정서
- 2014년 11월 19일 「항공안전기술원법 시행령」제정
- 2014년 11월 24일 항공안전기술원 설립등기 완료. 항공안전기술원 공식 출범
- 2014년 11월 26일 항공안전기술센터 해산등기 완료
- 2016년 3월 15일 정연석 제2대 대표 취임
- 2018년 7월 6일 김연명 제3대 원장 취임
- 2021년 9월 16일 이대성 제4대 원장 취임

## 조직

### 항공안전기술원장

#### 기획관리본부
- 기획조정실
- 경영지원실

#### 항공기술본부
- 항공안전연구실
- 무인항공연구실

#### 항공인증본부
- 항공기인증실
  - 항공기인증팀
  - 안전성검사팀
- 공항항행인증실